# Moritz Manheimer
Moritz Manheimer (* 1. Mai 1826 in Gommern bei Magdeburg; † 27. März 1916 in Berlin) war ein deutscher Einzelhandels-Kaufmann und Mäzen.

## Leben

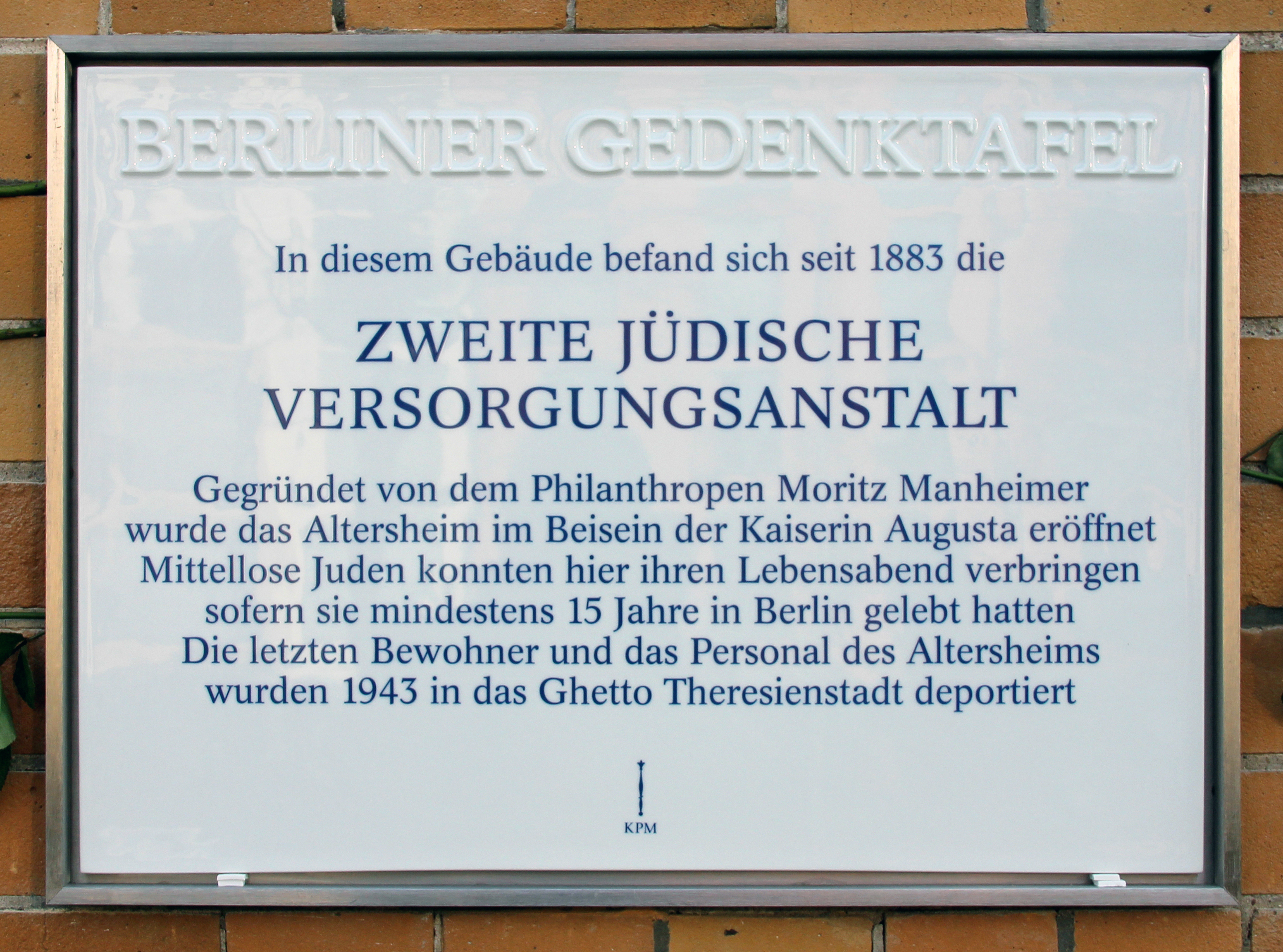
Berliner Gedenktafel am Gebäude Schönhauser Allee 22 in Berlin-Prenzlauer Berg

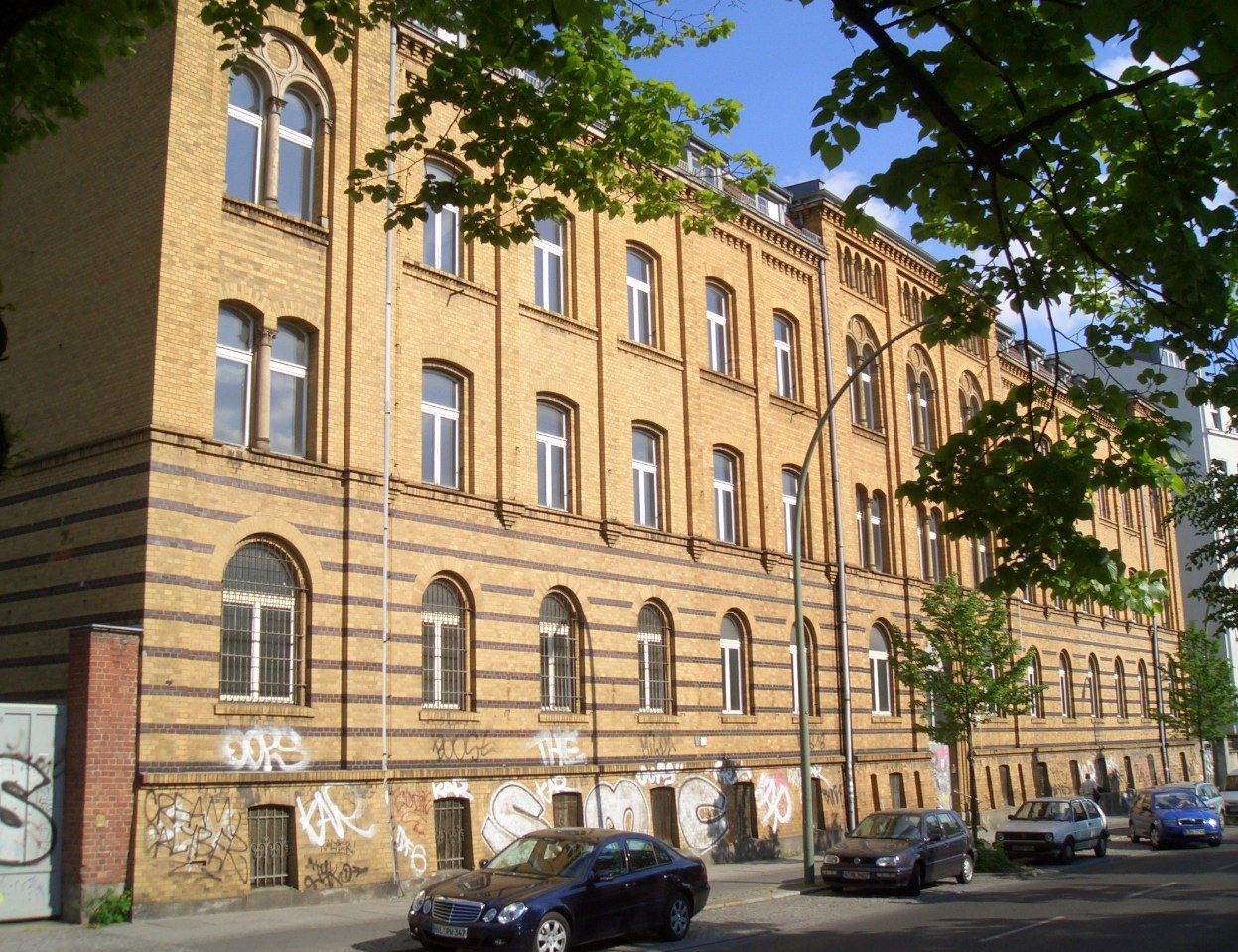
Ehemaliges jüdisches Altersheim, Schönhauser Allee 22 in Berlin-Prenzlauer Berg

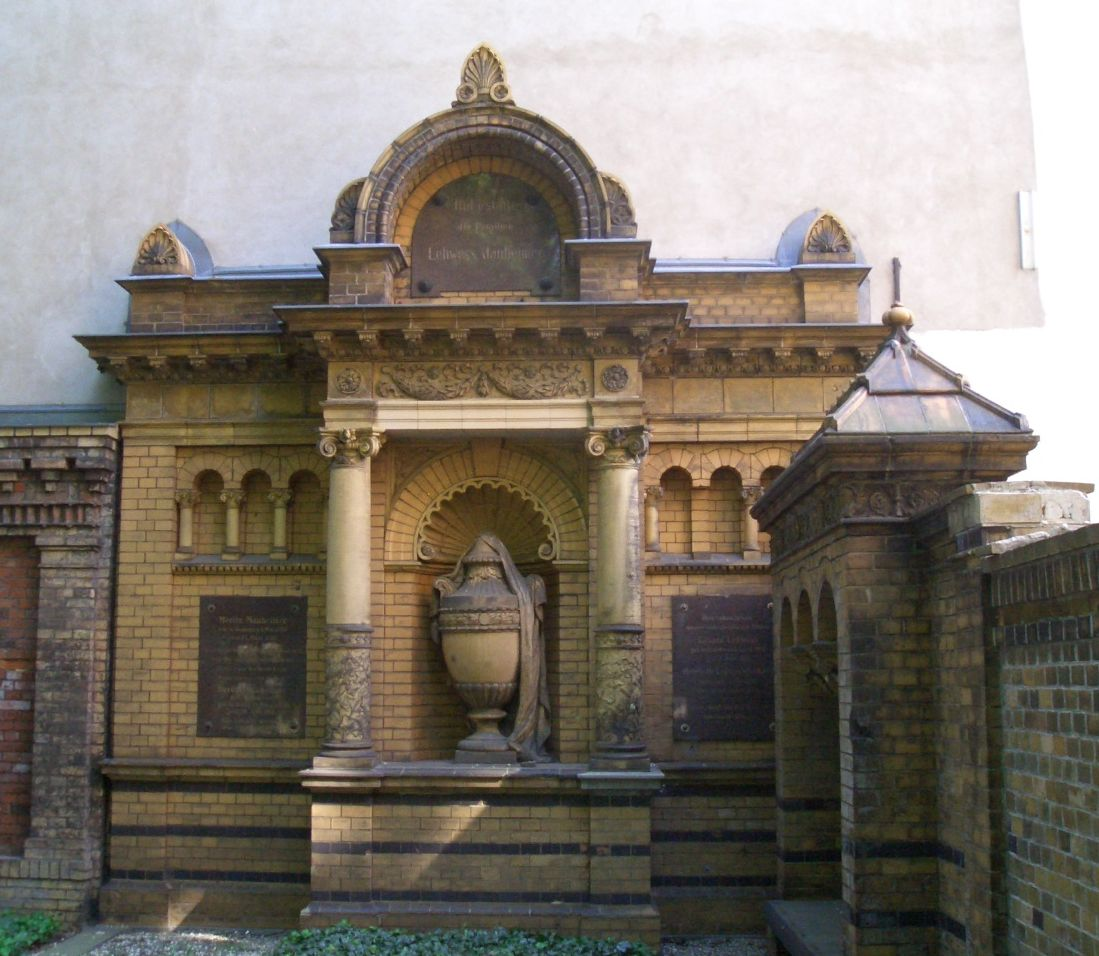
Grabstätte Manheimer, Jüdischer Friedhof Schönhauser Allee in Berlin

Manheimer entstammte einer Familie mit jüdischer Glaubenstradition. Zusammen mit seinen Brüdern David und Valentin Manheimer ging Moritz Manheimer nach Berlin. 1837 gründeten Valentin und David das Damenkonfektionsgeschäft Gebr. Manheimer im Haus Jerusalemer Straße 17. Das Unternehmen setzte von Anfang an auf Qualität und belieferte Kundinnen aus der oberen Gesellschaftsschicht. Valentin Manheimer verließ das gemeinsame Unternehmen allerdings schon 1840 und gründete im Haus Oberwallstraße 6 sein eigenes Unternehmen V. Manheimer, Fabrik von Damenmänteln und Mantillen, die erste Damenmäntel-Fabrik in Berlin, deren Erzeugnisse auch international Erfolg hatten.
Moritz Manheimer blieb beim Konfektionsgeschäft Gebr. Manheimer, und spätestens ab 1866 machten ihn Aufträge der preußischen Armee für Uniformen und Mäntel zu einem sehr wohlhabenden Unternehmer, der sich nun auch als Bankier betätigte. Später wechselte er als Teilhaber in das Unternehmen seines Bruders Valentin. 1857 wurde Moritz Manheimer Mitglied der Gesellschaft der Freunde. Nach 1872 trat er aus dem Unternehmen aus und betätigte sich in seiner zweiten Lebenshälfte nur noch als wohltätiger Stifter.
Als Moritz Manheimer und seine Ehefrau Bertha Manheimer geb. Lehwess (1837–1918) feststellen mussten, dass ihre Ehe kinderlos bleiben würde, begann er, sich um Arme und Benachteiligte zu sorgen. Er organisierte seine karitative Arbeit mit deutscher Gründlichkeit („Jüdisch war sein Herz, deutsch war seine Methode“), machte Werbung für seine Projekte und bat darum, ihm zum Geburtstag kein Schmuckstück zu schenken, sondern z. B. ein neues Bett für eins seiner Häuser. Er begründete über 40 Projekte, wobei er nicht nur das Geld gab, sondern auch vor Ort nach dem Rechten sah. So legte er Wert darauf, die Bewohner seiner Altersheime persönlich zu kennen und sich ihre Sorgen und Geschichten anzuhören. Er finanzierte zusammen mit anderen das jüdische Altersheim Große Hamburger Straße 26, stiftete das Lehrlingsheim in Berlin-Pankow sowie das Hospital an der Oranienburger Straße. Aus alter Anhänglichkeit spendierte er auch seinem Heimatort Gommern ein Altersheim, das bis Oktober 2011 als Jugendherberge genutzt wurde, und spendete einen großen Betrag, um den kleinen jüdischen Friedhof in Gommern „auf ewig“ pflegen zu lassen. Die Manheimer-Stiftung kümmerte sich auch um die Förderung junger Talente und veranstaltete regelmäßig Preisausschreiben, z. B. mit der Fragestellung „Sind Menschenliebe, Gerechtigkeit und Duldsamkeit an eine bestimmte Staatsform geknüpft, und welche Staatsform gibt die beste Gewähr für ihre Durchführung?“, die auch den jungen Siegfried Kracauer zu seiner ersten größeren Arbeit anregte. Der Reformjude Manheimer war ein Verehrer des Aufklärers Moses Mendelssohn und machte kaum einen Unterschied, ob die Begünstigten jüdisch oder christlich waren. Kam ein armer Jude in sein Büro, der ihn dreist darauf hinwies, dass er als reicher Mann nach dem jüdischen Gesetz geradezu verpflichtet sei, ihm zu helfen, konnte er sehr eisig werden. Je älter die Manheimers wurden, desto jünger wurde die Bevölkerung, um die sie sich kümmerten. Zum Ende seines Lebens galt sein besonderes Interesse den ganz Kleinen, da damals die Säuglingssterblichkeit ein akutes Problem war.
1882 kaufte er ein großes Grundstück (heute Schönhauser Allee 22), um dort die Zweite Jüdische Versorgungsanstalt bauen zu lassen, ein Altersheim für arme Juden, die dort ihren Lebensabend verbringen durften, sofern sie das 60. Lebensjahr erreicht und mindestens 15 Jahre in Berlin gelebt hatten. Am 11. November 1883 wurde das neue Altersheim im Beisein von Kaiserin Augusta eröffnet. Das Haus grenzt an den benachbarten jüdischen Friedhof und so beschloss er, sich aus den gleichen gelbbraunen Ziegeln eine Grabstätte dergestalt bauen zu lassen, dass es – über die Friedhofsmauer herübergleitend – eine optische Einheit zwischen dem Grab des Stifters und dem Haus ergibt. Als Architekten verpflichtete er mit Albert Bohm und Paul Engel die Hausarchitekten seines Bruders Valentin, die auch schon dessen Warenhaus an der Oberwallstraße in einer kühnen Stilmischung gestaltet hatten. Auf diese Weise kam er – ganz Kaufmann – für eher wenig Geld zu einem imposanten Grab. Das Haus wurde mit zwölf Heimbewohnern eröffnet, und schon vier Jahre später wurde die erste Erweiterung fertiggestellt. Weitere Stiftungen von Zimmern machten einen zweiten Anbau erforderlich, der am 8. April 1892 eingeweiht wurde.
Manheimers Begräbnisstätte blieb erhalten und bewahrt den Historismus der 1880er Jahre: eine romanische Blendengalerie, ein Nischengewölbe in Muschelform nach Renaissance-Art, manieristisch dekorierte Säulen mit Kompositkapitellen und einem füllig ornamentierten Gebälk, als Bekrönung ein Lünettengiebel der Backstein-Renaissance, darüber und an den Seiten klassizistische Akroterien.

## Schicksal der Versorgungsanstalt
1943 wurden Bewohner und Personal der Versorgungsanstalt in das KZ Theresienstadt deportiert. 1945 zog die Volkspolizei dort ein. Nach der Wende wurde es noch zehn Jahre von der Polizei genutzt. Dann stand das Haus bis zum Verkauf 2010 weitere zehn Jahre leer. inzwischen sind in dem nun „Haus Manheimer“ genannten Gebäude Eigentumswohnungen entstanden.

## Gommern
Der jüdische Friedhof in Gommern wurde von den Nationalsozialisten eingeebnet, 1960 wurde eine Gedenkstätte auf dem Gelände errichtet. Moritz Manheimer ist Ehrenbürger von Gommern.

## Sonstiges
Moritz Manheimer ist weder verwandt noch verschwägert mit dem gleichnamigen Berliner Kaufmann und Ölhändler Moritz Manheimer (1794–1868), der durch das Porträt seiner Familie einen gewissen Nachruhm erlangt hat. Das Gemälde befindet sich heute im Jüdischen Museum Berlin.